# Rolleiflex
Rolleiflex és el nom d'una famosa i diversa línia de càmeres de fotos de gran renom fabricades per l'empresa alemanya Rollei. El nom Rolleiflex és comunament utilitzat per a referir-se a la principal línia de càmeres Rollei de càmera rèflex d'objectius bessons o (TLR) de format mitjà. Durant algunes dècades hi havia una línia intermèdia per fotògrafs aficionats de trucada, Rolleicord. No obstant això, una varietat de TLRs i SLRs en formats mitjans, 35 mm, i digital s'han fabricat sota la marca Rolleiflex. La sèrie Rolleiflex és especialment venuda i comercialitzada per fotògrafs professionals. Les càmeres Rolleiflex han emprat els formats de film 117 (Original Rolleiflex), 120 (Standard, Automat, Letter Models, Rollei-Magic, i T model), i 127 (l'anomenat Baby Rolleiflex). 

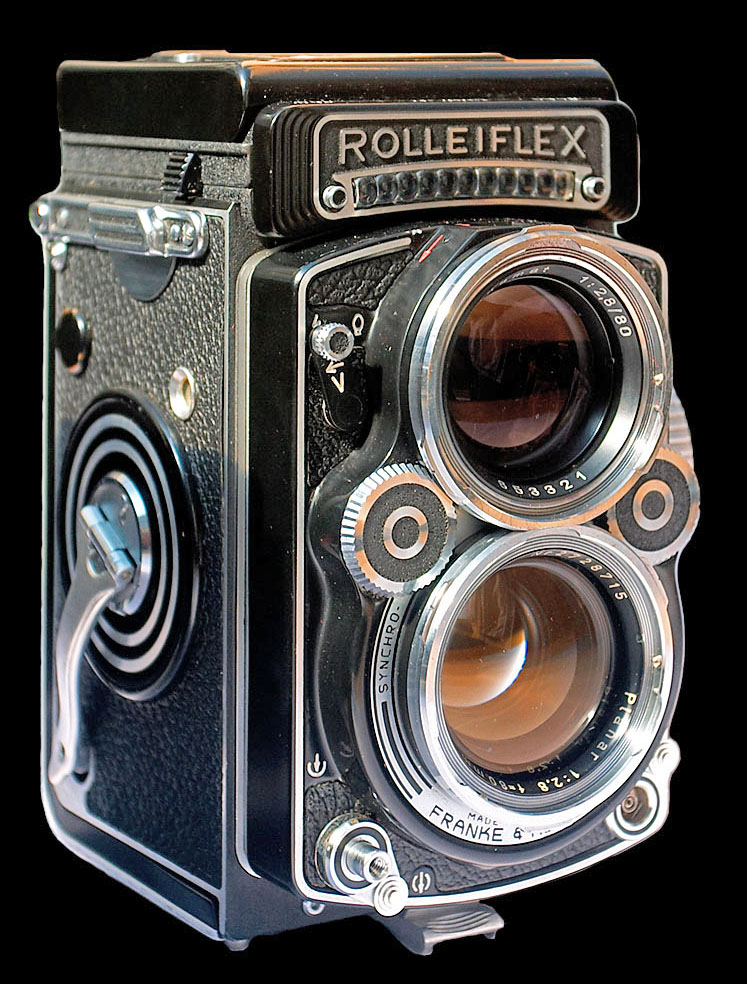
Rolleiflex 2.8F TLR.

## Història
Les càmeres de gravar Rolleiflex TLR eren conegudes per la seva excepcional qualitat de construcció, mida compacta, pes modest, òptiques superiors, durabilitat, simplicitat i mecàniques adaptables. Van ser molt populars i imitades arreu del món; l'alta qualitat dels lents de 7.5 cm de distància focal, fabricats per Zeiss i Schneider, van permetre la creació d'una càmera més petita, més lleugera i més compacta que la dels seus imitadors.
Les lents Zeiss Planar f2.8 i Schneider Xenotar, totes dues de 80 mm de distància focal i d'alta velocitat en comparació a la resta, van esdevenir unes de les millors òptiques d'última generació. Com a característica singular de les càmeres Rolleiflex Automat i Letter Models, el seu mecanisme de vent era robust i hàbil, fent que la càrrega cinematogràfica fos pràcticament automàtica i molt ràpida. Aquest mecanisme introduïa, per una banda, el comptador d'exposicions automàtic, espaiat automàticament entre les 12 o (en les càmeres F del model posterior) 24 exposicions, i, d'altra banda, l'obturador tensat; tot això amb menys d'un gir complet de la biela de la pel·lícula. Aquest fet va provocar que les càmeres Rolleiflex Automat i Letter Models fossin molt emprades per realitzar fotografies de ritme ràpid, com ara la fotografia de carrer.
Una àmplia gamma d'accessoris van acabar provocant que aquesta càmera es convertís en un model a seguir: capçalera panoràmica, ombra solar, lents de primer pla corregits de paral·laxi, correcció de color, millora del contrast i filtres d'efectes especials, tots muntats amb una baioneta d'alliberament ràpid i amb un accessori per canviar el trípode. Alguns fotògrafs d'art modern, professionals o aficionats encara segueixen filmant amb càmeres de pel·lícula Rolleiflex TLR amb transparència de color, color negatiu o pel·lícula en blanc i negre. Els models laterals f2.8 i f3.5 (lents Planar o Xenotar) són molt buscats en el mercat d'avui en dia i el seu preu és altament licitat. Històricament, sol hi havia cinc càmeres de distància focal disponibles, incloent-hi la de 5,5 cm de Rollei-Wide, la de 6,0 cm de beu Rollei, i la de 7,5 cm (f: 3,5), 8,0 cm (f2,8) i 13,5 cm (f: 4 Zeiss Sonnar) de Tele-Rolleiflex.
Les càmeres de format mitjà Rolleiflex van seguir sent produïdes per DHW Fototechnik fins a 2014, una companyia fundada pels antics empleats de Franke & Heidecke. DHW Fototechnik va anunciar dues noves càmeres Rolleiflex i un nou obturador electrònic per a la photokina 2012. Tanmateix, l'empresa va entrar en crisi per diferents deutes que tenien l'any 2014 i es va dissoldre l'abril de 2015, acabant amb qualsevol producció existent. L'equip de producció de fàbrica i les restants accions que quedaven van ser subhastades a finals d'abril de 2015.
Una altra empresa més petita va ser creada novament amb els antics empleats de DHW Fototechnik, sota el nom DW Photo en el mateix lloc. DW Photo se centra actualment a produir cameres réflex de format mitjà Rolleiflex Hy6 mod2 (digitals i de pel·lícula); en oferir servei de càmeres existents, i en incloure les actualitzacions del firmware i del maquinari.

## Models a destacar

### Original Rolleiflex
La primera Rolleiflex va ser introduïda l'any 1929 després de tres anys de desenvolupament, i va ser la primera càmera de rodets de format mitjà de la companyia, que es va utilitzar amb una pel·lícula poc popular de 117 (B1). Era una càmera rèflex de dos lents.

### Old Standard
- Coneguda primerament com a Standard fins a la introducció de la New Standard l'any 1939.[10][11]
- Aquest model va introduir una part posterior amb frontissa i un comptador de fotografies. Tot i que no era automàtic, com en el Rolleiflex Automat, el fotògraf podia restablir el comptador amb un botó petit després d'arribar a la primera imatge.
- Robert Capa en va usar una per documentar la Segona Guerra Mundial.[12]

### Rolleiflex Automat
- Va introduir un comptador automàtic de pel·lícules; aquest comptador detectava el gruix del suport de la pel·lícula per començar a contar els nous frames, evitant la necessitat que obligava al fotògraf a llegir el número de frames que es trobava darrere del paper de suport de la pel·lícula.
- Aquest model va guanyar el premi Grand Prix a l'Exposició Universal de París l'any 1937.
- Es tracta del primer model Rolleiflex que inclou les lents de Schneider Kreuznach Xenar, a més a més de les de Carl Zeiss Tessar.

### Rolleiflex 2.8A
- Va incorporar la primera lent de 8 cm f2.8 (ja sigui un Carl Zeiss Tessar de 80 mm o un Opton Tessar) a la línia Rolleiflex. També va afegir un contacte de sincronització X flash. Construïda entre 1949 i 1951.[13]

### Rolleiflex 2.8E
- Estrenada l'octubre de 1956, aquest va ser el primer model que permetia tenir un mesurador de llum sense compressió.[13][14]

### Rolleiflex SL66
- La primera SLR de format mitjà de Rollei, introduïda el 1966.

### Rolleiflex SL35
- Una SLR de 35 mm introduïda el 1970.

## Llista de models
| TLRs - Original Rolleiflex - Standard Rolleiflex - Rolleiflex Automat - Rolleiflex New Standard - Rolleiflex 3.5 (X) - Rolleiflex 3.5A (MX) - Rolleiflex 3.5B (MX-EVS) - Rolleiflex 3.5C (3.5E en alguns països) - Rolleiflex 3.5E2 - Rolleiflex 3.5F - Rolleiflex 03/05 E3 - Rolleiflex 4x4 Baby Rolleiflex (1930s) - Rolleiflex 2.8A - Rolleiflex 2.8B - Rolleiflex 2.8C - Rolleiflex 2.8D - Rolleiflex 2.8E - Rolleiflex 4x4 (1950, en Gris i Negre) - Rolleiflex T - Tele Rolleiflex - Rolleiflex 2.8F - Wide Rolleiflex - Rolleiflex 2.8F Aurum - Rolleiflex 2.8F Platinum - Rolleiflex 2.8GX - Rolleiflex 2.8FX - Wide Rolleiflex 4.0 FW - Tele Rolleiflex 4.0 FT - Rolleiflex 2.8F Mini - Rolleiflex MiniDigi - Rollei PregoZoom |

| SLRs de format mitjà - Rolleiflex SL66 - Rolleiflex SL66 E - Rolleiflex SL66 X - Rolleiflex SL66 ES - Rolleiflex SLX - Rolleiflex SLX Metric - Rolleiflex 6002 - Rolleiflex 6006 - Rolleiflex 6006 Metric - Rolleiflex 6008 Professional - Rolleiflex 6008 Metric 3D Industrial - Rolleiflex 6008 Professional Gold - Rolleiflex 6008 Professional SRC 1000 - Rolleiflex 6003 SRC 1000 - Rolleiflex 6008 ChipPack Digital Metric - Rolleiflex 6008 E - Rolleiflex 6008 Q 16 Digital Metric - Rolleiflex 6008 AF - Rolleiflex 6008 integral - Rolleiflex 6008 integral2 - Rolleiflex 6008 Metric - Rolleiflex 6003 Professional - Rolleiflex 6001 Professional |

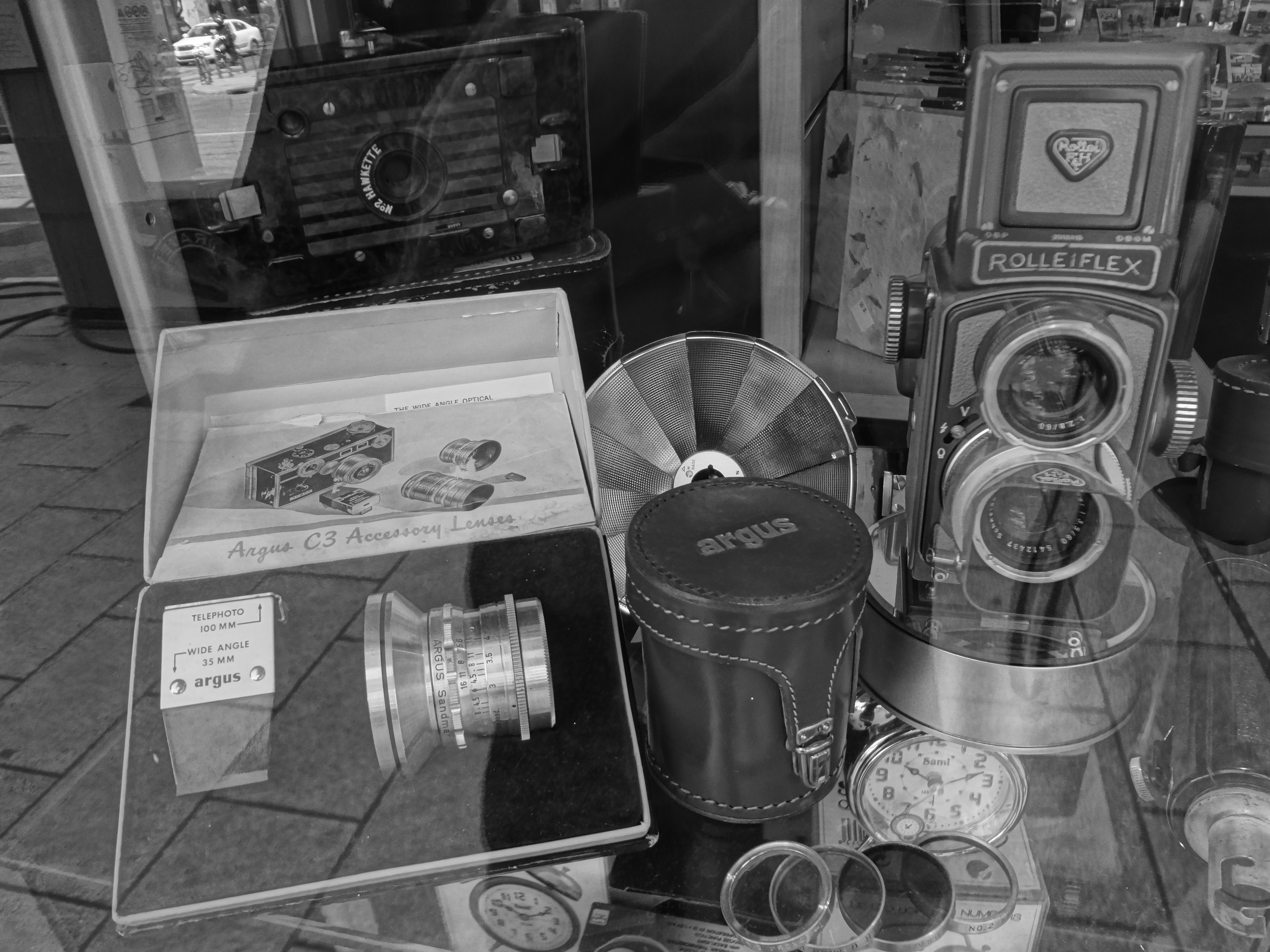
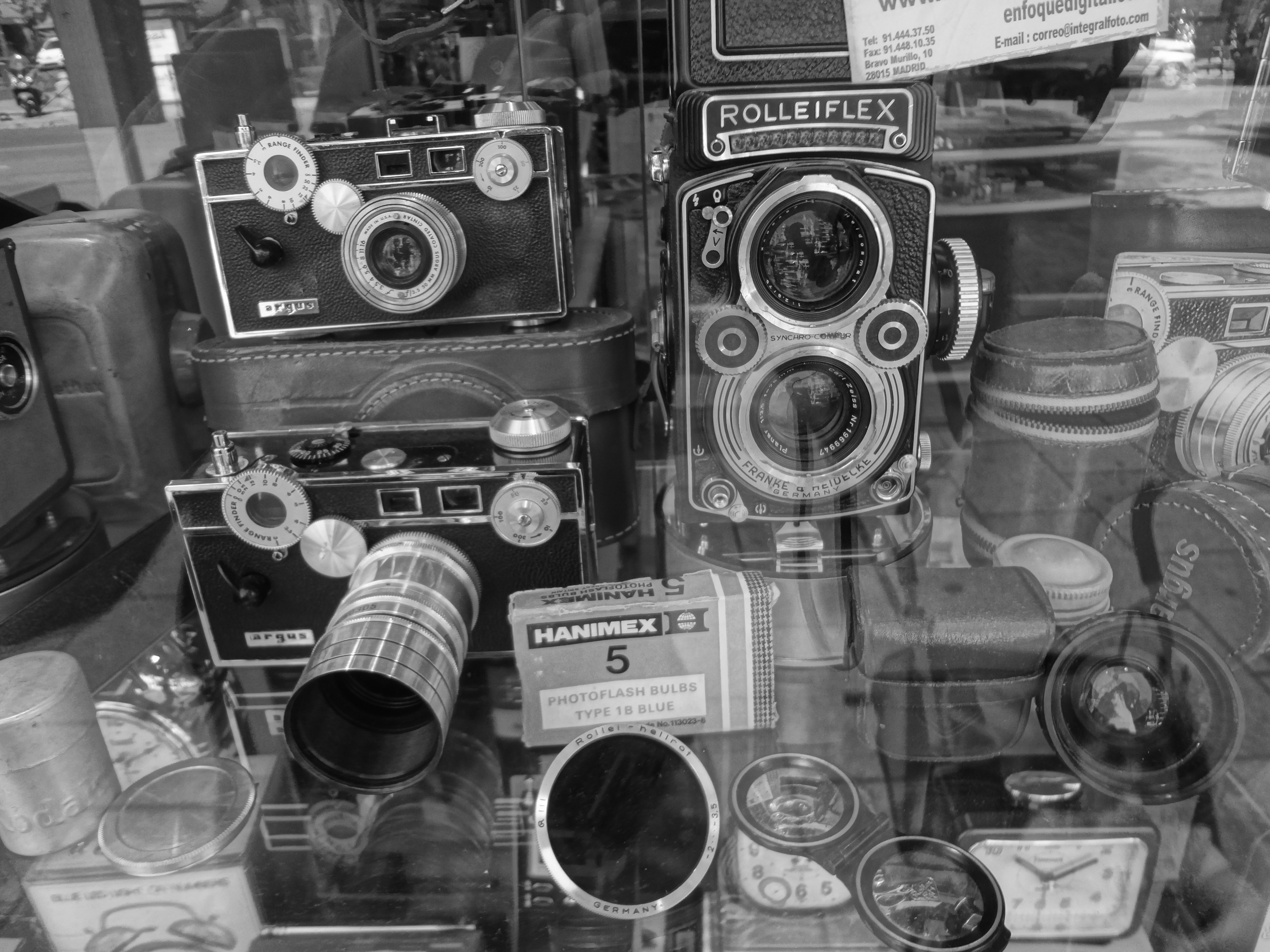

| SLRs de 35 mm - Rolleiflex SL35 - Rolleiflex SL350 - Rolleiflex SL35M - Rolleiflex SL35ME - Rolleiflex SL35E - Rolleiflex SL 2000 F - Rolleiflex SL 3003 - Rolleiflex SL 3001 |